# 22788 von Steuben
22788 von Steuben è un asteroide della fascia principale. Scoperto nel 1999, presenta un'orbita caratterizzata da un semiasse maggiore pari a 2,4455057 UA e da un'eccentricità di 0,2088079, inclinata di 8,46493° rispetto all'eclittica.